# Quyền phủ quyết của Hội đồng Bảo an Liên Hợp Quốc

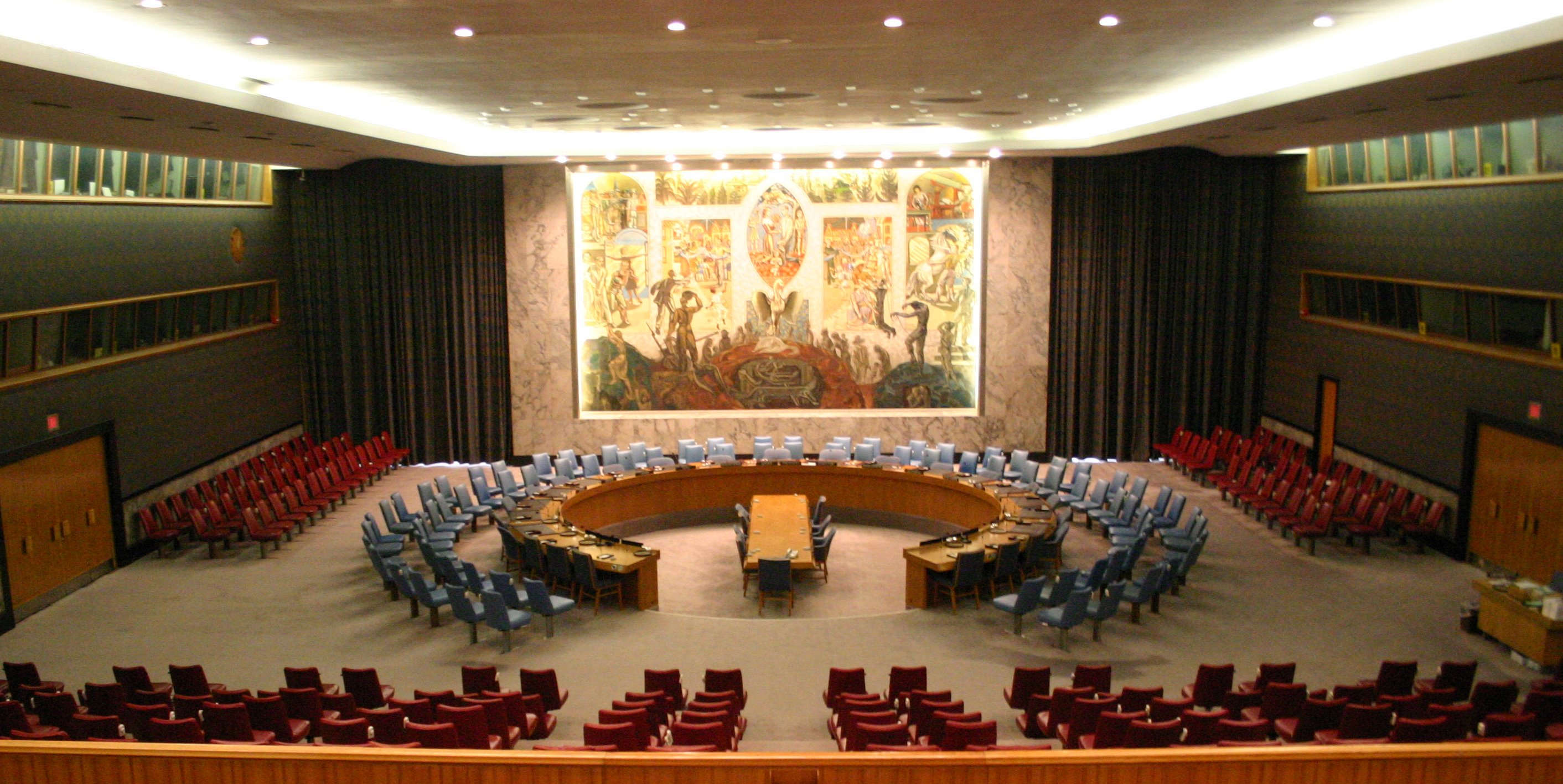
Phòng của Hội đồng Bảo an Liên Hợp Quốc

Quyền phủ quyết của Hội đồng Bảo an Liên Hợp Quốc đề cập đến quyền lực của năm thành viên thường trực của Hội đồng Bảo an Liên Hợp Quốc để phủ quyết bất kỳ giải pháp "thực tế" nào. Tuy nhiên, việc bỏ phiếu trắng hoặc sự vắng mặt của một thành viên thường trực không ngăn cản dự thảo nghị quyết được thông qua. Quyền phủ quyết này không áp dụng cho phiếu "thủ tục", như được xác định bởi chính các thành viên thường trực. Một thành viên thường trực cũng có thể chặn lựa chọn Tổng thư ký, mặc dù quyền phủ quyết chính thức là không cần thiết vì bỏ phiếu được thực hiện sau cánh cửa đóng kín.
Quyền phủ quyết đang gây tranh cãi. Những người ủng hộ coi nó như một yếu tố thúc đẩy sự ổn định quốc tế, kiểm tra chống lại sự can thiệp của quân đội, và một biện pháp bảo vệ quan trọng chống lại sự thống trị của Hoa Kỳ.  Các nhà phê bình cho rằng quyền phủ quyết là yếu tố phi dân chủ nhất của Liên Hợp Quốc, cũng như nguyên nhân chính của việc không hành động đối với các tội ác chiến tranh và tội ác chống lại loài người.

## Hiến chương Liên Hợp Quốc
Quyền phủ quyết bắt nguồn từ Điều 27 của Hiến chương Liên Hợp Quốc, trong đó nêu rõ:
1. Mỗi thành viên của Hội đồng Bảo an sẽ có một phiếu bầu.
2. Quyết định của Hội đồng Bảo an về các vấn đề thủ tục sẽ được đưa ra bằng một cuộc bỏ phiếu khẳng định của năm thành viên.
3. Quyết định của Hội đồng Bảo an về tất cả các vấn đề khác sẽ được đưa ra bằng một cuộc bỏ phiếu khẳng định của chín thành viên bao gồm cả phiếu bầu đồng tình của các thành viên thường trực; với điều kiện, trong các quyết định theo Chương VI, và theo khoản 3 của Điều 52, một bên tranh chấp sẽ không tham gia bỏ phiếu.[6]

Một cuộc bỏ phiếu chống từ bất kỳ thành viên thường trực nào sẽ ngăn chặn việc thông qua dự thảo nghị quyết. Tuy nhiên, một thành viên thường trực kiêng hoặc vắng mặt trong cuộc bỏ phiếu sẽ không ngăn được nghị quyết được thông qua.
Mặc dù "quyền phủ quyết" không được đề cập đến bằng tên trong Hiến chương Liên Hợp Quốc, Điều 27 yêu cầu bỏ phiếu đồng ý từ các thành viên thường trực. Vì lý do này, "quyền phủ quyết" cũng được gọi là nguyên tắc "nhất trí của các Đại cường quốc" và chính quyền phủ quyết đôi khi được gọi là "quyền phủ quyết vĩ đại".